# Linterna biunial
La linterna biunial es una linterna mágica con dos sistemas de proyección separados que están colocados uno encima del otro. La combinación de los dos sistemas de proyección permite al proyeccionista sobreponer en la misma pantalla dos imágenes para realizar el efecto de fundido encadenado u otros efectos especiales.

## Funcionamiento
La linterna biunial estaba compuesta por un cuerpo vertical de madera o de metal, en el que se instalaban dos fuentes de luz y sus respectivos sistemas ópticos de modo que los ejes coincidieran en paralelo. La proyección doble se conseguía encajando dos aparatos –bien superpuestos o bien uniéndolos por la base- de manera que se podían mezclar sobre la pantalla imágenes que estaban originalmente  en soportes o placas aisladas. Los aparatos compuestos arrojaban sus haces de luz sobre el mismo lugar de la pantalla, haciendo posible el fundido gracias a que la base sobre la que se colocaba el objetivo de proyección, construido en latón y fijo con tornillos, podía colocarse en cualquier ángulo deseado.
Con este aparato podía realizarse el efecto de proyección del fundido encadenado o dissolving views. Para conseguir este tipo de efecto, se colocaban, por ejemplo, dos imágenes de un mismo paisaje, pero una en verano y otra en invierno, una en la parte superior y la otra en la inferior, delante de los dos focos de la linterna. Regulando la intensidad de los focos luminosos, disminuyendo la potencia de una y aumentando la otra, se podía cambiar gradualmente la imagen de la pantalla transformando un mismo paisaje veraniego en invernal.

## Historia
Este modelo fue el más popular de las linternas mágicas creadas, alcanzando su máximo esplendor en la Gran Bretaña de las dos últimas décadas del siglo XIX. E. G. Wood, fabricante de instrumentos científicos, lanzó al mercado estas linternas hacia el año 1885, aunque en el catálogo londinense de fabricantes de linternas biuniales no aparecen hasta 1857. Tanto las linternas mágicas biuniales como las triuniales permitieron alcanzar un alto grado de elaboración narrativa mediante la sucesión de imágenes planas. Además, en principio, eran los únicos aparatos que podían realizar la proyección de imágenes estereoscópicas, que, como la ideada en 1858 por el físico francés Charles d’Almeida, necesitaban varias fuentes de iluminación para producir el efecto tridimensional en la pantalla. En la segunda mitad del siglo XIX, la posesión de una linterna biunial era un signo de prestigio para todos los proyeccionistas respetables.